# واکنش دلپین
واکنش دلپین(به انگلیسی: Delépine reaction) یک واکنش شیمیایی در شیمی آلی است که طی آن یک بنزیل یا آلکیل هالید (۱) با هگزامتیلن‌تترامین (۲) واکنش داده و پس از آبکافت اسیدی نمک آمونیوم نوع چهارم حاصل (۳)، یک آمین نوع اول (۴) به دست می‌آید. این نام واکنش نخستین بار توسط شیمیدان فرانسوی استفان مارسل دلپین کشف شد.